# Марк Целий Винициан
Марк Це́лий Винициа́н (лат. Marcus Coelius Vinicianus; умер после 47 года до н. э.) — римский военачальник и политический деятель из плебейского рода Целиев, народный трибун 53 года до н. э. и претор в неустановленном году. Участвовал в гражданских войнах 40-х годов до н. э. на стороне Гая Юлия Цезаря.

## Происхождение
Основным источником сведений о Марке Целии является эпитафия на его могиле, обнаруженная в Тускуле. В ней говорится: «M(arco) Coelio M(arci) f(ilio) Viniciano / pr(aetori) pro co(n)s(ule) tr(ibuno) pl(ebis) q(uaestori) / Opsilia uxor fecit» («Марк Целий, сын Марка, Винициан / претор, проконсул, народный трибун, квестор / Опсилия, супруга, сделала»).
Из текста эпитафии следует, что Марк родился в незнатной плебейской семье Винициев, но был усыновлён неким Марком Целием. На основании этого немецкие генеалоги выдвинули гипотезу, что единокровными братьями Винициана могли быть Публий Виниций, отец консула-суффекта 19 года до н. э. Марка Виниция, и Луций Виниций, консул-суффект в 33 году до н. э. 
В случае, если версия немецких учёных верна, родиной Марка Целия являлись Калы, что в Кампании.

## Биография
В начале своей политической карьеры Марк Целий занимал должность квестора. Точных датировок здесь нет, но канадский исследователь Роберт Броутон, учитывая требования закона Виллия об обязательном трёхлетнем интервале между высшими магистратурами и дату трибуната Винициана, относит его квестуру к 56 году до н. э. В 53 году до н. э. Марк Целий был народным трибуном. Вместе с коллегами, Гаем Луцилием Гирром и Публием Лицинием Крассом Юнианом, он предложил наделить Гнея Помпея «Великого» империем с диктаторскими полномочиями, но против этого высказался Марк Туллий Цицерон. Под влиянием последнего Красс Юниан изменил свою точку зрения и, в конце концов, инициатива трибунов была отклонена. Эта история (Цицерон назвал её «глупой») сделала Марка Целия непопулярным в народе: в 51 году до н. э., когда он хотел баллотироваться в плебейские эдилы, народное собрание отвергло его кандидатуру, и толпа «преследовала его громким криком».
В начавшейся в 49 году до н. э. гражданской войне между Гнеем Помпеем Великим и Гаем Юлием Цезарем Марк Целий встал на сторону последнего. Известно, что он участвовал в 47 году до н. э. в Понтийской войне. После разгрома врага при Зеле Цезарь оставил Винициана в Понте во главе двух легионов. Возможно, именно Гай Юлий сделал Марка Целия претором и наместником какой-то провинции в ранге проконсула.
После 47 года до н. э. Винициан уже не упоминается в источниках. Известно, что его жену звали Опсилия; она пережила мужа и похоронила его в Тускуле, где был установлен надгробный камень с сохранившейся до наших дней эпитафией.